# Gevensleben
Gevensleben es un municipio situado en el distrito de Helmstedt, en el estado federado de Baja Sajonia (Alemania), a una altitud de 88 metros. Su población a finales de 2016 era de unos 640 habitantes y su densidad poblacional, 40 hab/km².

## Geografía
Gevensleben está situado al sur del parque natural Elm-Lappwald. El municipio forma parte del conjunto de municipios de Heeseberg, cual tiene su sede administrativa en Jerxheim.
El pueblo de Watenstedt pertenece al municipio de Gevensleben.

## Historia
El pueblo fue mencionado por primera vez en 1018 cómo Geuenesleuo. Se supone que el certificado de fundación en el que fue mencionado el pueblo es falso.
En octubre de 1768, Gevensleben sufrió un gran incendio que afectó a 26 propiedades. 
El 1 de marzo de 1974, el pueblo de Watenstedt fue agregado al municipio de Gevensleben.

## Economía e infraestructura
La economía del municipio está dominada por la agricultura. En Gevensleben se encuentra la sede de Landwind, una empresa fundada en 2001 que se dedica a la planificación y la operación de parques eólicos.
Gevensleben cuenta con un centro comunitario en el pueblo. El colegio municipal fue cerrado.

### Tráfico
El municipio está conectado a la red de autobuses del distrito. Cuenta con conexiones a Helmstedt y a Schöppenstedt. 
El apeadero ferroviario más cercano estaba situado en Watenstedt. En 2007, se acortó la vía férrea entre Helmstedt y Wolfenbüttel hasta Schöppenstedt, dejando sin servicio a los municipios intermedios.